# 13 березня
13 березня — 72-й день року (73-й у високосні роки) в григоріанському календарі. До кінця року залишається 293 дні.

## Свята і пам'ятні дні

### Релігійні

#### Християнство
- День Святої Христини Перської.
- День Святого Леандера Севільського.
- День Святого Родеріка.
- День народження Святої Княгині Анни.

Православ'я:
- Перенесення мощей святителя Никифора, патріарха Константинопольського.
- Мученика Савина.
- Мучеників Африкана, Публія і Терентія.
- Мученика Олександра.
- Мучениці Христини Перської.
- Преподобного Аніна Халкідонського, пресвітера.

## Іменини
✙ Православні: Никифор, Олександр, Христина.
✝  Католицькі:

## Події
- 624 — Битва при Бадрі, перша велика битва Магомета з Курайшитами.
- 1325 — традиційна дата заснування столиці ацтекської імперії Теночтітлан (нині Мехіко).
- 1519 — іспанський конкістадор Ернан Кортес висадився з загоном солдатів в Мексиці.
- 1639 — коледж у Кембриджі (Массачусетс, США) названий Гарвардським на честь свого першого великого спонсора Джона Гарварда.
- 1669 — підписані Глухівські статті — договір про права українських козаків, укладений між Москвою та козацькою старшиною.
- 1781 — англійський астроном Вільям Гершель відкрив Уран, сьому планету Сонячної системи.
- 1809 — сер Джордж Гордон зайняв місце в британській Палаті лордів як лорд Байрон.
- 1809 — переворотом у Швеції усунутий від влади Густав IV Адольф; країна остаточно відмовилась від абсолютизму.
- 1839 — Полоцький собор Руської унійної церкви зробив спробу приєднати греко-католицизм до московського православ'я.
- 1848 — повстанням віденських студентів розпочалася революція в Австрійській імперії та Німецькому союзі.
- 1881 — у Санкт-Петербурзі бомбою, що її кинув народоволець Ігнатій Гриневицький, смертельно поранено російського царя Олександра ІІ
- 1888 — алмазні шахти південноафриканського Кімберлі об'єдналися в компанію De Beers.
- 1917 — до Києва із заслання повернувся Михайло Грушевський.
- 1917 — над будівлею Центральної Ради ухвалено підняти синьо-жовтий прапор.
- 1921 — Монголія (до того Зовнішня Монголія) проголосила незалежність від Китаю.
- 1938 — російська мова введена як обов'язковий предмет для навчання у всіх школах СРСР.
- 1938 — відбувся аншлюс Австрії Німеччиною.
- 1940 — Фінляндія і СРСР підписали мирний договір. Закінчення Зимової війни.
- 1943 — нацисти ліквідували Краківське гетто.
- 1949 — у Канаді почала діяльність Українська Вільна Академія Наук.
- 1961 — у Києві сталася «Куренівська трагедія». Внаслідок техногенної катастрофи загинули понад 1500 мешканців Куренівки, а також пасажирів міського транспорту, що потрапили у зону лиха.
- 1997 — Україна та НАСА підписали договір про політ у космос першого українського космонавта. Ним став Леонід Каденюк.
- 2013 — чинним Папою Римським став Франциск (Хорхе Маріо Бергольйо).
- 2014 — в Донецьку під час мітингу проти російської агресії був убитий місцевий мешканець Дмитро Чернявський.
- 2022 — в Херсоні люди виходять на мітинги проти референдуму про створення ХНР. Владі Херсона запропонували провести референдум про створення ХНР.

## Народились
Дивись також Категорія:Народились 13 березня
- 963 — Анна Порфірогенета, візантійська царівна, донька імператора Романа II, дружина київського князя Володимира I Великого.
- 1593 — Жорж де Латур, французький живописець з Лотарингії.
- 1741 — Йосиф II, імператор Священної Римської імперії, видатний реформатор.
- 1781 — Карл Фрідріх Шинкель, німецький архітектор, художник.
- 1845 — Іван Бодуен де Куртене, польський мовознавець, член-кореспондент Петербурзької Академії наук, що виступав проти заборони царським урядом української мови.
- 1852 — Надія Тарковська, українська акторка, дружина Івана Карпенка-Карого (Тобілевича), сестра Олександра Карловича Тарковського, тітка Арсенія Олександровича Тарковського, внучата тітка Андрія Арсенійовича Тарковського.
- 1855 — Персіваль Ловелл, американський астроном.
- 1884 — Степан Витвицький — український політичний діяч, правник, журналіст, член УНДП, 2-й Президент УНР у вигнанні.
- 1886 — Омелян Бачинський — український галицький педагог, редактор, громадсько-культурний діяч.
- 1888 — Антон Макаренко, радянський письменник («Педагогічна поема», «Прапори на баштах») та педагог, один із засновників системи дитячо-підліткового виховання.
- 1897 — Марсель Тірі, бельгійський поет та прозаїк.
- 1897 — Олександр Топачевський, український альголог, ботанік і гідробіолог.
- 1900 — Йоргос Сеферіс, грецький поет, лауреат Нобелівської премії з літератури.
- 1906 — Олександр Лаврик, радянський і український кінооператор.
- 1907 — Людвіг Бірман, німецький астроном
- 1907 — Роман Драґан, псевдонім Ярослав Оріон, — український письменник, лінгвіст, філософ і громадсько-культурний діяч.
- 1907 — Мірча Еліаде, румунський і американський письменник, історик релігій і дослідник міфології.
- 1916 — Жак Фреско, американський інженер, промисловий дизайнер і футуролог.
- 1923 — Дімітріос Іоаннідіс, член грецької військової хунти «чорних полковників» в 1967—1974, її голова в 1973—1974 рр.
- 1927 — Рауль Альфонсин, президент Аргентини з 1983 по 1989.
- 1930 — Гюнтер Юккер , видатний німецький скульптор-мінімаліст, що працює з цвяхами, майстер інсталяцій. З кінця 1950-х років працює на стику кінетичної скульптури і поп арту.
- 1932 — Тарас Гунчак, український історик (США)
- 1941 — Григорій Штонь, український письменник, поет, сценарист, літературознавець, літературний критик, художник
- 1941 — Архип Данилюк, український етнограф, географ.
- 1942 — Махмуд Дервіш, палестинський поет.
- 1945 — Анатолій Фоменко, російський математик українського походження, академік, автор теорії «нової хронології».
- 1950 — Володимир Сергійчук, український історик.
- 1955 — Марек Сівець, польський політик, колишній керівник Бюро національної безпеки Польщі, депутат Європейського Парламенту
- 1960 — Юрій Андрухович, український письменник, поет та есеїст.
- 1971 — Аннабет Гіш, американська акторка.

## Померли
Див. також: Категорія:Померли 13 березня
- 1719 — Йоганн Фрідріх Беттгер, німецький алхімік, винахідник європейської порцеляни.
- 1808 — Кристіан VII, король Данії та Норвегії з 1766.
- 1825 — Юліян Добриловський, український священник-василіянин, місіонер, поет і перекладач, один із редакторів почаївського Богогласника.
- 1859 — Вільгельм Педерсен[en], данський художник. Був першим ілюстратором казок Ганса Крістіана Андерсена.
- 1861 — Михайло Пачовський — український письменник, педагог, фольклорист, громадський діяч. Почесний громадянин Долини.
- 1881 — Олександр II, російський імператор, убитий терористом-народовольцем.
- 1884 — Еліас Леннрот, фінський фольклорист, записувач і дослідник карело-фінського епосу «Калевала».
- 1891 — Теодор де Банвіль, французький поет і драматург.
- 1927 — Дніпрова Чайка (Людмила Олексіївна Василевська-Березіна), українська письменниця та поетеса.
- 1928 — Франц Рубо, український художник-баталіст французького походження.
- 1944 — Василь Сімович, український мовознавець, філолог і культурний діяч.
- 1956 — Річард Шаєр, американський сценарист.
- 1971 — Роквелл Кент, американський художник.
- 1975 — Іво Андрич, боснійський письменник хорватського походження, лауреат Нобелівської премії з літератури 1961 року.
- 1996 — Кшиштоф Кесльовський, польський кінорежисер і сценарист.
- 2006 — Морін Степлтон, американська акторка, лауреат премій «Оскар», «Золотий глобус», «Еммі» і «Тоні»
- 2010 — Микола Братан, український поет, письменник, заслужений діяч мистецтв України.